# Need to Bring out Love
| Recensione         | Giudizio |
| ------------------ | -------- |
| All About Jazz (1) |          |
| AllAboutJazz (2)   |          |
| Jazz Journal       |          |
| Cadence            | /        |
| All About Jazz (3) | /        |
| JazzdaGama         | /        |
| Jazz Podium        | /        |
| Jazz Hot           | /        |

Need to Bring out Love è il dodicesimo album discografico registrato negli Stati Uniti da Roberto Magris per la casa discografica JMood di Kansas City ed è stato pubblicato nel 2016. È il secondo di tre dischi incisi con il suo trio di Kansas City ed include brani originali e la rivisitazione del brano I Want To Talk About You di Billy Eckstine, con influenze Progressive  e di Spiritual jazz.

## Tracce
1. Out There Somewhere – 7:14 (Roberto Magris)
2. Joycie Girl – 8:34 (Don Pullen)
3. I Want To Talk About You – 5:49 (Billy Eckstine)
4. Swami Blues – 7:23 (Roberto Magris)
5. Candlewood Dreams – 5:05 (Roberto Magris)
6. What Love – 9:51 (Roberto Magris)
7. Together in Love – 3:55 (Roberto Magris)
8. Need To Bring Out Love – 5:39 (Roberto Magris)
9. Audio Notebook – 2:40

## Musicisti
- Roberto Magris - pianoforte
- Dominique Sanders - contrabbasso
- Brian Steever - batteria
- Julia Haile - voce (brani 3, 8)
- Monique Danielle - voce (brano 7)